# 三得利音樂廳

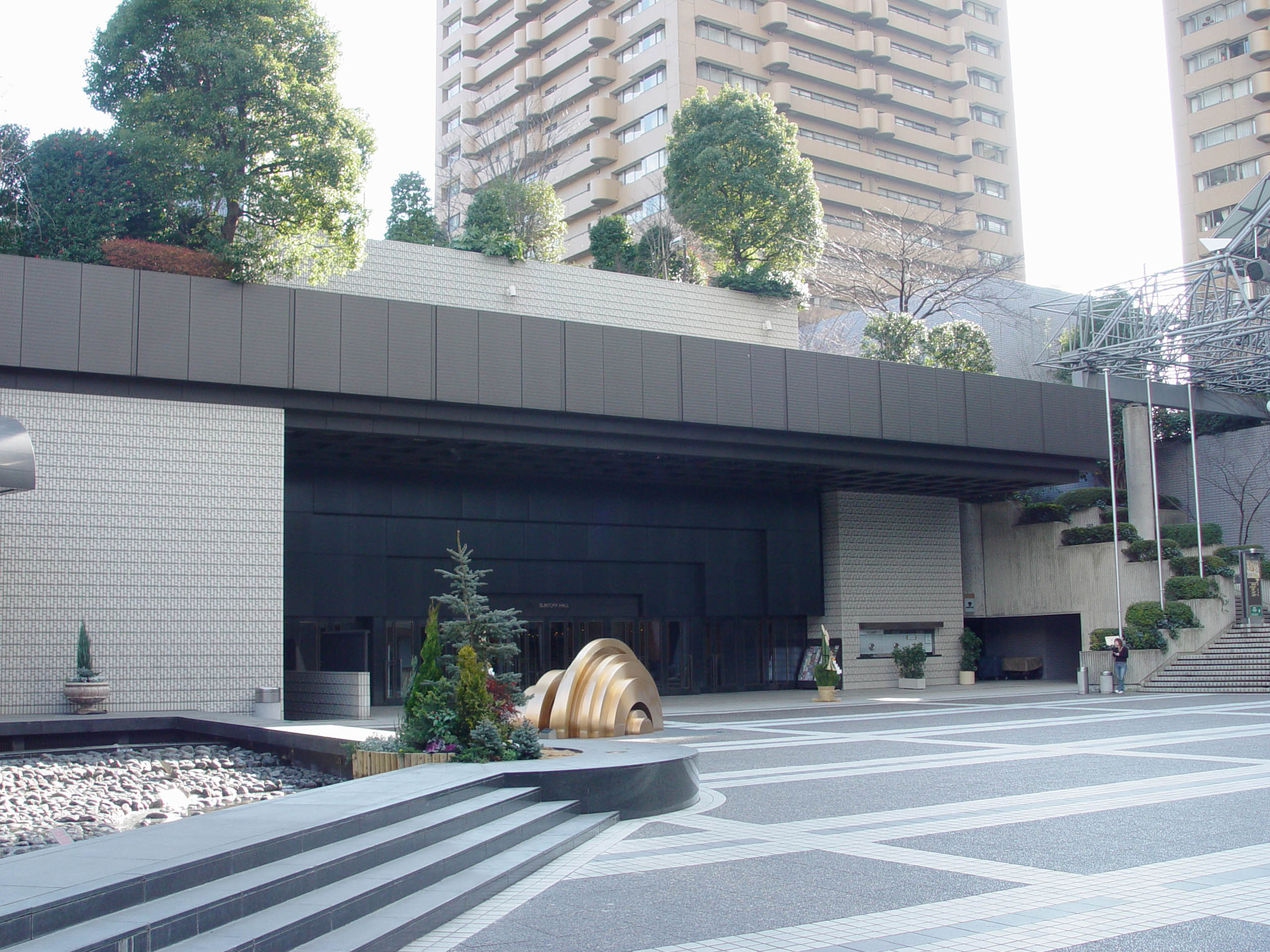
三得利音樂廳

三得利音樂廳（日语：サントリーホール）是位於日本東京方舟之丘的音樂廳。這座音樂廳開業於1986年10月12日，由森大廈所有，三得利屬下的基金會三得利藝術財團營運。三得利音樂廳是東京首座古典音樂專用設計音樂廳，但也可以用來舉辦其他音樂類型的演奏會。由於其傑出的聲學設計，被評價為世界百大廳院之一。

## 近況
2007年4月2日至8月31日期間，音樂廳因翻新而暫時關閉，2007年9月1日重新開放。

## 外部連結
- サントリーホール（页面存档备份，存于） - 三得利
- アークヒルズ・サントリーホール - 港区産業振興課
- News 88-1号（通巻1号）（页面存档备份，存于） - 永田音響設計
- カラヤンが驚いた 佐治敬三の「ほな、そうしましょ」（页面存档备份，存于） - サントリーホール眞鍋圭子エグゼクティブ・プロデューサーへのインタビュー記事（JBpress（页面存档备份，存于））